# Ким Чан Ден
Ким Чан Ден, другой вариант — Ким Чханден (1897 год, село Секхондон, уезд Мёнчхон, провинция Северный Хамгён, Корея — 1962 год) — колхозник, звеньевой колхоза «Авангард» Чиилийского района Кзыл-Ординской области, Казахская ССР. Герой Социалистического Труда (1950).

## Биография
Родился в 1897 году селе Секхондон провинции Северный Хамгён в Корее.
До 1919 года трудился батраком в уезде Мёнчхон, потом эмигрировал на заработки на российский Дальний Восток. Занимался земледелием в деревне Тизинхе Никольск-Уссурийского уезда. С 1920 года — рыболов во Владивостоке. В 1921 году возвратился в Корею к своей семье, с которой позднее окончательно эмигрировал в Россию. Проживал вместе с семьёй в деревне Малина Владивостокского уезда. С 1924 года занимался земледелием в деревне Таудеми Ольгинского уезда, в Никольск-Уссурийске, селе Красный Перевал Лениского района Хабаровского округа. С 1930 года — рядовой колхозник колхоза «Большевик» в селе Красный Перевал. В 1931 году вступил в ВКП(б). С 1934 года — рядовой колхозник колхоза «Авангард», позднее занимался сельским хозяйством в селе Отрадное Вяземского района.
В 1937 году депортирован с Дальнего Востока и определён на спецпоселении в Яны-Курганский районе Кызыл-Ординской области Казахской ССР. С 1937 года — заведующий складом колхоза «Авангард» Яны-Курганского района. В 1938 году вместе с колхозом переехал в Чиилийский район. Трудился бригадиром молочно-товарной фермы, рисоводом, звеньевым рисоводческого звена, заведующим колхозной фермой, бригадиром строительной бригады.
В 1949 году звено под руководством Ким Чан Дена собрало в среднем с каждого гектара по 91 центнера риса на участке площадью 6 гектаров. За эти выдающиеся трудовые достижения был удостоен в 1950 году звания Героя Социалистического Труда.
Участвовал во Всесоюзной выставке ВДНХ.
В 1959 году вышел на пенсию. Скончался в 1962 году.

## Награды
- Герой Социалистического Труда — указом Президиума Верховного Совета СССР 20 мая 1950 года
- Орден Ленина